# Barboteuse
Une barboteuse  est un vêtement pour enfant en bas âge, généralement constitué d’une culotte ample et bouffante et d’un plastron, tenu par des bretelles, et souvent doté d'un boutonnage à l’entrejambe pour rendre plus aisé le changement des couches. Le terme combishort est parfois utilisé pour le désigner.

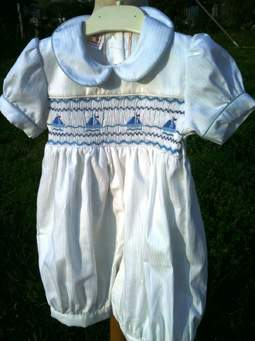
Barboteuse pour enfant cousue à la main

## Histoire
Ne pas confondre avec la Barboteuse de Flandria, machine à laver crée par Flandria au XIXe siècle.